# Robert Anchel
Robert Anchel, né le 30 juin 1880 à Paris et mort le 9 juillet 1951 à Saint-Julien-de-Lampon, Dordogne, est un historien et archiviste français, auteur d'ouvrages sur l'histoire des Juifs en France.

## Biographie
Robert Anchel, est né le 30 juin 1880 dans le 9e arrondissement de Paris. Il est le fils de Joseph Anchel (mort en 1914) et de Mélanie Blum. Le 17 février 1914, il épouse dans le 17e arrondissement de Paris, Sophie Andrée Lucile Levy (née le 13 avril 1879 dans le 10e arrondissement de Paris, d'abord mariée à Émile Paul Levy, le 16 juillet 1902 dans le 9e arrondissement de Paris).

### Études
Selon le Consistoire Central, Robert Anchel aurait fait des études au Séminaire israélite de France.
Élève de l'École des chartes, il y obtient en 1904 le diplôme d'archiviste paléographe grâce à une thèse sur Barthélémy de Joux et  l'évêché de Laon (1113-1150).
En 1928, il soutient une thèse pour le doctorat ès lettres sur les frais du culte juif en France de 1815 à 1831.

### Archiviste
De 1906 à 1911, il est archiviste départemental de l'Eure. En 1911, il est nommé aux Archives nationales.
Il est secrétaire de la Société des amis des arts du département de l'Eure et membre de la Société de l'histoire de Paris et de l'Île-de-France (1921-au moins 1938).

## Publications

### Ouvrages
- Répertoire numérique de la série V (cultes), Archives départementales de l'Eure, Évreux, Impr. Hérissey, 1909.
- Notes sur les frais du culte juif en France de 1815 à 1831, Paris, Hemmerlè, 1928. Thèse.
- Napoléon et les Juifs, Paris, Presses universitaires de France, 1928
- Crimes et châtiments au XVIIIe siècle, Paris, Librairie académique Perrin, 1933
- Les Juifs de France, Paris, J.B. Janin, 1946

### Ouvrages en collaboration
- Robert Anchel, P F Caillé et Henri de Régnier, Histoire des décorations françaises contemporaines, Paris, Javal et Bourdeaux, 1933.
- Abraham Beer Duff, François Olivier-Martin, Joseph Calmette, Robert Anchel et Augustin Renaudet, Hommes d'État, Paris, Desclée de Brouwer, 1937.
- Robert Anchel, Henri Patry et Jacqueline Chaumié, Les papiers des assemblées du Directoire aux Archives nationales : inventaire de la série C, Conseil des Cinq-Cents et Conseil des Anciens, Paris, Archives nationales, 1976.

### Articles

#### Dans l'Encyclopædia Britannica,11eédition,1911
- “Billaud-Varenne, Jacques Nicolas”
- “Boissy d’Anglais, François Antoine de”
- “Cambon, Pierre Joseph”
- “Cathelineau, Jacques”
- “Convention, The National”
- “Cordeliers, Club of the”
- “Hérault de Séchelles, Marie Jean”
- “Kersaint, Armand Guy Simon de Coetnempren, Comte de”
- “Louis XVI. of France”
- “Marat, Jean Paul”
- “Vendée, Wars of the”

#### Autres articles
- (en) The Early History of the Jewish Quarters in Paris. Jewish Social Studies 2 (1940), 54[5]